# ريوييا إكينيوا
ريوييا إكينيوا (باليابانية: 池庭 諒耶) (مواليد 17 ديسمبر 1997) هو لاعب كرة قدم ياباني.

## وصلات خارجية
- ريوييا إكينيوا على موقع رابطة كرة القدم اليابانية للمحترفين (اليابانية)
- ريوييا إكينيوا على موقع قاعدة بيانات كرة القدم.إي يو (الإنجليزية)
- ريوييا إكينيوا على موقع Soccerway.com (الإنجليزية)
- ريوييا إكينيوا على موقع عالم كرة القدم.نت (الإنجليزية)